# Chionobathyscus dewitti
Chionobathyscus dewitti – gatunek głębinowej, morskiej ryby z rodziny bielankowatych, jedyny przedstawiciel rodzaju Chionobathyscus Andriashev & Neyelov, 1978. Bez znaczenia gospodarczego.

## Występowanie
Zimne wody półkuli południowej.

## Opis
Osiąga do 60 cm długości. Żywi się głównie rybami i krylem.